# فرانكو كوستانزو
فرانكو كوستانزو (بالإسبانية: Franco Costanzo)‏ هو لاعب كرة قدم أرجنتيني في مركز حراسة المرمى، ولد في 5 سبتمبر 1980 في ريو كوارتو في الأرجنتين. شارك مع منتخب الأرجنتين تحت 17 سنة لكرة القدم ومنتخب الأرجنتين تحت 20 سنة لكرة القدم ومنتخب الأرجنتين لكرة القدم. أما مع النوادي، فقد لعب مع ديبورتيفو ألافيس وريفر بليت ونادي أولمبياكوس ونادي أونيفرسيداد كاتوليكا ونادي بازل.

## وصلات خارجية
- فرانكو كوستانزو على موقع الاتحاد الدولي (مؤرشف)  (الإنجليزية)
- فرانكو كوستانزو على موقع قاعدة بيانات كرة القدم.إي يو (الإنجليزية)
- فرانكو كوستانزو على موقع ناشيونال فوتبول تيمز (الإنجليزية)
- فرانكو كوستانزو على موقع Soccerway.com (الإنجليزية)
- فرانكو كوستانزو على موقع عالم كرة القدم.نت (الإنجليزية)
- فرانكو كوستانزو على موقع AS.com (الإسبانية)